# Nusamaibashi (Brücke)
Die Nusamai-Brücke (jap. 幣舞橋, Nusamai-bashi) ist eine Hauptverkehrsbrücke in der japanischen Stadt Kushiro im Osten von Hokkaidō.
Die 1976 fertiggestellte Kastenträgerbrücke führt die Nationalstraße 38 über den Fluss Kushiro und verbindet die Stadtteile Kitaodori und Omachi mit Takikawa. Sie ist die 5. Nusamai-Brücke an dieser Stelle.

## Kenndaten
- Strukturformat: Stahlbeton-Kastenträgerbrücke mit drei Feldern
- Brückenlänge: 124,0 Meter
- Spannweite: 34,5 m + 54,0 m + 34,5 m
- Breite: 33,8 m mit sechs Fahrspuren und beidseitigen Bürgersteigen.

## Kunst am Bau
Auf einem Brückengeländer ist eine Skulptur aufgestellt, die die vier Jahreszeiten in Form einer weiblichen Figur darstellt. Sie war damit die erste Brücke Japans mit Statuen.

## Trivia
1990 wurde ein Asteroid nach der Brücke benannt.